# Capnogryllacris fumigata
Capnogryllacris fumigata är en insektsart som först beskrevs av Wilhem de Haan 1842.  Capnogryllacris fumigata ingår i släktet Capnogryllacris och familjen Gryllacrididae.

## Underarter
Arten delas in i följande underarter:
- C. f. sumatrae
- C. f. miniata
- C. f. fumigata